# Nick Woodman
Nick Woodman né le 24 juin 1975 est un entrepreneur américain, fondateur et président directeur général de GoPro.

## Biographie

### Formation
En 1997, Nick Woodman obtient un diplôme en arts visuels à l'université de Californie à San Diego (Californie).

### Parcours
En 2001 Nick Woodman alors au chômage est parti en Australie et en Indonésie, souhaite se mettre en scène dans le cadre de sa passion, le surf. Il décide alors de conceptualiser les premiers prototypes d'une caméra antichoc avec des sangles pour pouvoir la fixer au corps ou à la tête,. 
En 2005 il crée Woodman Labs, qui deviendra ensuite GoPro, et se lance dans la commercialisation de caméras antichoc. 
En 2018, à la suite des mauvais résultats de GoPro, il se verse un salaire annuel d'un dollar. 